# Frances Marion
Frances Marion, född Marion Benson Owens 18 november 1888 i San Francisco, död 12 maj 1973, var en amerikansk journalist, författare och manusförfattare, ofta kallad den mest kända kvinnliga manusförfattaren under 1900-talet.

## Biografi
Marion arbetade som journalist och krigskorrespondent under Första världskriget. Efter att ha återvänt hem flyttade hon till Los Angeles och anställdes som assistent vid "Lois Weber Productions", ett filmbolag som ägdes och sköttes av den kvinnliga pionjärsregissören Lois Weber.
Som "Frances Marion," skrev hon många manuskript åt skådespelaren och filmskaparen Mary Pickford, såsom Rebecca of Sunnybrook Farm och The Poor Little Rich Girl, liksom flera andra till framgångsrika filmer under 1920- och 1930-talen. Hon blev den första kvinna som belönades med en Oscar i kategorin Bästa manus efter förlaga, för filmen  The Big House, hon belönades även med en Oscar för Bästa berättelse för Utmaningen (The Champ) 1932. Hon skrev mer än 300 manus och producerade mer än 130 filmer.
Hon hade under många år kontrakt med MGM Studios men var ekonomiskt oberoende och lämnade 1946 Hollywood för att ägna sig åt att skriva pjäser och romaner. Hon gifte sig två gånger, första gången 1919 med skådespelaren Fred Thomson. Efter hans oväntade död 1928, gifte hon sig med regissören George W. Hill 1930, men det äktenskapet slutade i skilsmässa 1933.
Frances Marion avled 1973. 1997 publicerade författaren Cari Beauchamp en biografi om henne kallad Without Lying Down: Frances Marion And The Power Of Women In Hollywood. Den utsågs till en "Notable Book" av New York Times 2000, och med hjälp av UCLA:s film och TV-arkiv, gjordes boken till en TV-dokumentär med samma titel och sändes på Turner Classic Movies.

## Manus (i urval)
- The Little Princess (1917)
- Rebecca of Sunnybrook Farm (1917)
- Anne of Green Gables (1919)
- The Toll of the Sea  (1922)
- Stella Dallas  (1925)
- Bringing Up Father  (1928)
- The Wind  (1928)
- Their Own Desire  (1929)
- Zigenarkärlek  (1930)
- Anna Christie  (1930)
- The Big House  (1930)
- Min and Bill  (1930)
- Utmaningen  (1931)
- The Prizefighter and the Lady  (1933)
- Dinner at Eight  (1933)
- Camille  (1936)
- The Poor Little Rich Girl  (1936)